# Shenzhen Buffaloes
Gli Shenzhen Buffaloes sono una squadra di football americano di Shenzhen, in Cina, fondata nel 2014.

## Dettaglio stagioni

### Tornei nazionali

#### Campionato

##### CBL
| Stagione | regular season | regular season | regular season | regular season | regular season | regular season | playoff | playoff | playoff | playoff | playoff | playoff   | playoff    |
|          | Vin            | Par            | Per            | Tot            | PF             | PS             | Vin     | Per     | Tot     | PF      | PS      | risultato | avversaria |
| -------- | -------------- | -------------- | -------------- | -------------- | -------------- | -------------- | ------- | ------- | ------- | ------- | ------- | --------- | ---------- |
| 2015     | 0              | 0              | 2              | 2              | 20             | 48             | -       | -       | -       | -       | -       | -         | -          |
| 2016     | 0              | 0              | 1              | 1              | 22             | 24             | -       | -       | -       | -       | -       | -         | -          |
| 2017     | 0              | 0              | 1              | 1              | 7              | 15             | -       | -       | -       | -       | -       | -         | -          |
| 2018     | 0              | 0              | 4              | 4              | 31             | 95             | -       | -       | -       | -       | -       | -         | -          |
| 2019     | 0              | 0              | 2              | 2              | 6              | 55             | -       | -       | -       | -       | -       | -         | -          |
| Totale   | 0              | 0              | 10             | 10             | 86             | 237            | -       | -       | -       | -       | -       |           |            |

Fonti: Enciclopedia del Football - A cura di Roberto Mezzetti

### Tornei locali

#### South China Bowl
| Stagione | regular season | regular season | regular season | regular season | regular season | regular season | playoff | playoff | playoff | playoff | playoff | playoff      | playoff                |
|          | Vin            | Par            | Per            | Tot            | PF             | PS             | Vin     | Per     | Tot     | PF      | PS      | risultato    | avversaria             |
| -------- | -------------- | -------------- | -------------- | -------------- | -------------- | -------------- | ------- | ------- | ------- | ------- | ------- | ------------ | ---------------------- |
| 2016     | -              | -              | -              | -              | -              | -              | 0       | 3       | 3       | 12      | 104     | Quarto posto | Hong Kong Warhawks     |
| 2018     | 1              | 0              | 1              | 2              | 25             | 37             | 0       | 1       | 1       | 0       | 7       | Quarto posto | Hong Kong Combat Orcas |
| 2019     | 1              | 0              | 2              | 3              | 50             | 58             | -       | -       | -       | -       | -       | -            | -                      |
| Totale   | 2              | 0              | 3              | 5              | 75             | 95             | 0       | 4       | 4       | 12      | 111     |              |                        |

Fonti: Enciclopedia del Football - A cura di Roberto Mezzetti

### Riepilogo fasi finali disputate
| Anno           | Luogo | Evento           | Fase del torneo      | Incontro                                    | Risultato |
| 5 giugno 2016  |       | South China Bowl | Finale 3º - 4º posto | Shenzhen Buffaloes - Hong Kong Warhawks     | 6 - 16    |
| 30 giugno 2018 |       | South China Bowl | Finale 3º - 4º posto | Hong Kong Combat Orcas - Shenzhen Buffaloes | 7 - 0     |